# Jean-Joseph Ange d’Hautpoul
Jean-Joseph Ange d'Hautpoul (ur. 13 maja 1754 w Cahuzac-sur-Vère, zm. 14 lutego 1807) – francuski wojskowy, generał doby napoleońskiej, dowódca ciężkiej kawalerii kirasjerów. Brał udział w bitwie pod Hohenlinden. Wsławił się szarżą pod Austerlitz (atak na płaskowyż Pratzen), w czasie kampanii przeciwko Prusom (1806–1807), dowodził jednostkami ciężkiej kawalerii pod Jeną-Auerstedt i w kampanii w Prusach Wschodnich. Śmiertelnie ranny w bitwie pod Pruską Iławą (kula armatnia zgruchotała mu nogę).